# Мастах
Мастах (рос. Мастах) — село у Кобяйському улусі Республіки Сахи Російської Федерації.
Населення становить 617 осіб. Належить до муніципального утворення Люччегинський 2-й наслег.

## Географія

### Клімат
| Клімат Мастаха            | Клімат Мастаха | Клімат Мастаха | Клімат Мастаха | Клімат Мастаха | Клімат Мастаха | Клімат Мастаха | Клімат Мастаха | Клімат Мастаха | Клімат Мастаха | Клімат Мастаха | Клімат Мастаха | Клімат Мастаха | Клімат Мастаха |
| Показник                  | Січ.           | Лют.           | Бер.           | Квіт.          | Трав.          | Черв.          | Лип.           | Серп.          | Вер.           | Жовт.          | Лист.          | Груд.          | Рік            |
| Середній максимум, °C     | −35,2          | −29,4          | −15,1          | −1,7           | 9,7            | 20,0           | 23,6           | 19,5           | 9,9            | −4,7           | −23,9          | −32,6          | −4             |
| Середня температура, °C   | −38,5          | −33,7          | −21,7          | −8,4           | 4,2            | 13,8           | 17,4           | 13,6           | 5,2            | −8,4           | −27,5          | −36,1          | −10            |
| Середній мінімум, °C      | −41,8          | −38            | −28,2          | −15            | −1,2           | 7,7            | 11,2           | 7,8            | 0,5            | −12,1          | −31,1          | −39,5          | −14            |
| Норма опадів, мм          | 11             | 7              | 9              | 10             | 21             | 38             | 47             | 42             | 33             | 25             | 18             | 14             | 275            |
| ------------------------- | -------------- | -------------- | -------------- | -------------- | -------------- | -------------- | -------------- | -------------- | -------------- | -------------- | -------------- | -------------- | -------------- |
| Джерело: climate-data.org |                |                |                |                |                |                |                |                |                |                |                |                |                |

## Історія
Згідно із законом від 30 листопада 2004 року органом місцевого самоврядування є Люччегинський 2-й наслег.

## Населення
| 2002 | 2010 |
| ---- | ---- |
| 577  | ↗617 |